# Cantón Zamora
El cantón Zamora es un cantón en la provincia de Zamora Chinchipe, Ecuador. El origen de su nombre se debe a la presencia de la ciudad y cabecera cantonal de Zamora. Se encuentra rodeado por la mayoría de los cantones restantes, con excepción de Chinchipe, El Pangui y Paquisha. Al oeste limita con la provincia de Loja.
El alcalde actual para el período 2019 - 2023 es Víctor Manuel González.

## Historia
El 13 de noviembre de 1911 se creó el cantón Zamora en la gran Provincia de Oriente, luego en 1921 pasa a ser parte de la provincia de Santiago Zamora y en 1953 parte de la actual provincia.

## Información general
El cantón es conocido por ser uno de los primeros cantones y uno con los de mayor extensión territorial en la provincia. 
El cantón Zamora es la entrada de la región Sierra desde la ciudad de Loja al resto de la provincia por medio de la carretera Loja-Zamora en un tramo de 57 km RVE E50 kilómetros.
En las décadas de los 80 y de los 90, producto de la explotación aurífera en los yacimientos de Nambija y Chinapintza, la ciudad ha experimentó un gran crecimiento; además de un notable crecimiento económico debido a la inmigración de sus habitantes y las remesas recibidas sobre todo de países europeos. Gran parte de sus habitantes son originarios de la provincia de Loja.

## División política
El cantón está dividido políticamente, en 8 parroquias que son:
Las parroquias urbanas son:
- El Limón
- Zamora

Las parroquias rurales son:
- Cumbaratza
- Guadalupe
- Imbana
- Sabanilla
- San Carlos
- Timbara